# Olivier du Guesclin
Olivier du Guesclin (m. entre 1400[carece de fontes?] e 1403) foi conde de Longueville, senhor de la Guerche, de Broons e de la Rochetesson.
Irmão de Bertrand du Guesclin, herói da guerra dos Cem Anos e segundo filho de Roberto II du Guesclin (c. 1300-1353), senhor de la Motte-Broons, e de sua esposa Jeanne de Malesmains (m. em 1350).

## Biografia
União com Péronelle d'Amboise, filha de João d'Amboise, visconde de Thouars, e de Marie de Flandres.
Serviu nas guerras de Bretanha e de Flandres, de 1360 a 1388.
Foi feito prisioneiro por um certo Tomás de Canterbury, cavaleiro inglês sob as ordens do duque de Lancastre, o rival inglês de seu irmão.
À morte do seu irmão Bertrand du Guesclin, retoma o título de conde de Longueville.